# Canal éjaculateur

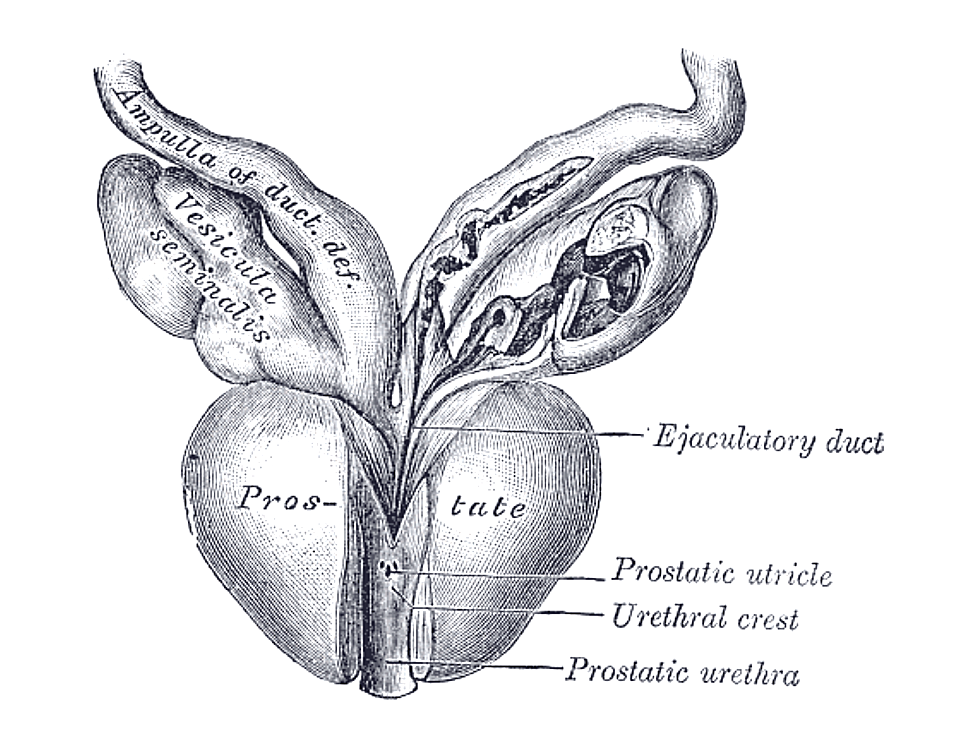
Schéma anatomique de la prostate et des vésicules séminales.

Les canaux éjaculateurs (ou conduits éjaculateurs) constituent une partie de l'appareil reproducteur masculin et sont à l'origine du réflexe de l'éjaculation. Ce sont deux conduits très courts, essentiellement localisés dans la partie postérieure de la prostate.
Un canal éjaculateur naît de la jonction du canal déférent et de l'abouchement de la vésicule séminale. Il pénètre dans la prostate et s'y termine dans l'urètre, au niveau du colliculus séminal. Sa direction est oblique caudalement et ventralement, et il mesure environ 2 cm.
Au cours de l'éjaculation, le sperme passe par ce conduit pour ensuite emprunter l'urètre, et finalement sortir du corps par l'extrémité distale du pénis.